# Plumlov
Plumlov là một thị trấn thuộc huyện Prostějov, vùng Olomoucký, Cộng hòa Séc.